# Чернышова, Александра Ивановна
Александра Ивановна Чернышова, в девичестве — Матовникова (9 мая 1927, село Шехмань, Липецкий уезд, Тамбовская область — 18 декабря 1997, Шахты, Ростовская область) — рабочая Ингирского совхоза имени Берия Министерства сельского хозяйства, Грузинская ССР. Герой Социалистического Труда (1950).

## Биография
Родилась в 1924 году в крестьянской семье в селе Шехмань Липецкого уезда. В конце 1930-х годов её семья переехала в Грузинскую ССР. Родители трудились в чайном совхозе около города Зугдиди. После окончания местной сельской школы с 1945 года трудилась на чайной плантации совхоза имени Берия Зугдидского района, директором которого был Александр Теймуразович Цхадая.
В 1949 году собрала 6356 килограммов сортового зелёного чайного листа на участке площадью 0,5 гектара. Указом Президиума Верховного Совета СССР от 31 июля 1950 года удостоена звания Героя Социалистического Труда за «получение высоких урожаев сортового зелёного чайного листа и цитрусовых плодов в 1949 году» с вручением ордена Ленина и золотой медали «Серп и Молот» (№ 5311).
Этим же указом званием Героя Социалистического Труда были награждены труженики совхоза имени Берия Екатерина Спиридоновна Анисимова и Александра Теопановна Ахобадзе.
В 1954 году после замужества переехала в город Шахты Ростовской области. Трудилась в коневодческом совхозе № 10 комбината «Ростовуголь» с усадьбой в посёлке Верхнегрушевский. С 1965 года — на хлебозаводе № 2 в городе Шахты и позднее — на Шахтинской фабрике модельной обуви.
После выхода на пенсию проживала в Шахтах. С 1982 года — персональный пенсионер союзного значения. Умерла в декабре 1997 года.